# Бранко Лазаревић (фудбалер)
Бранко Лазаревић (Грачаница, 14. мај 1984) бивши је српски фудбалер.

## Клуб
Рођен је 14. маја 1984. године у градићу Грачаници (тада Југославија, данас Федерација Босне и Херцеговине). Играо за млађе категорије новосадске Војводине. Дебитовао је за сениорски тим Војводине у сезони 2002/03. У зимском прелазном року 2006. године Лазаревић је прешао у друголигашки клуб ЧСК Челарево.
У лето 2007. године потписао је за ОФК Београд. Провео је три сезоне у клубу, а након тога се преселио у иностранство. Придружио се француском фудбалском клубу Кан који је играо у највишем рангу такмичења Лиги 1 и потписао уговор на три године.

## Репрезентација
Био је на списку репрезентативаца Србије и Црну Горе на Летњим олимпијским играма 2004. године. Одиграо је две утакмице у групној фази. Такође је играо за младу репрезентацију Србије и Црну Горе.